# Sindre Myrvold Welo
Sindre Myrvold Welo (1º giugno 1991) è un giocatore di calcio a 5 e calciatore norvegese, pivot dell'Utleira e difensore del Tiller.

## Carriera
Myrvold Welo ha giocato nelle giovanili dello Strindheim. Nel 2011 è stato in forza al KIL/Hemne, per poi far ritorno allo Strindheim. Dal 2016 ha vestito la maglia del Tiller.
Attivo anche nel calcio a 5, come permesso dai regolamenti della federazione norvegese, che disciplina entrambe le attività, Myrvold Welo ha giocato con la maglia del Freidig in Eliteserien. In vista del campionato 2019-2020, è passato all'Utleira: ha contribuito alla vittoria finale della squadra e si è laureato capocannoniere dell'Eliteserie con 26 reti.
Sempre per quanto concerne l'attività di giocatore di calcio a 5, in data 29 novembre 2019 ha esordito per la Norvegia: è sceso in campo in occasione della sfida vinta per 1-2 contro la Svezia, a Turku. Il 1º dicembre 2019 ha trovato la prima rete, nello 0-3 arrivato contro la Groenlandia.